# Меркулов, Игорь Владимирович
Игорь Влади́мирович Мерку́лов (21 июня 1962 — 14 июня 2024) — советский актёр, российский театральный режиссёр и драматург.

## Биография

### Ранние годы и образование
- 1976 — окончил школу музыки им. Дунаевского (по классу фортепиано).
- 1980—1981 — музыкальное училище им. Гнесиных.
- 1981—1983 — отслужил в армии, 1-я отдельная бригада.
- Окончил ГИТИС им. Луначарского; специальности:
  - 1986 — актёр театра драмы и кино (класс профессора О. Табакова).
  - 1991 — режиссёр музыкального театра (класс профессора М. Ошеровского).

### Карьера
- 1986—1987 — актёр, Театр имени Ермоловой.
- 1987—1992 — актёр, Театр имени Гоголя
- 1992 — работа актёром, режиссёром, педагогом по актёрскому мастерству, PACOFS, ЮАР
- 1996—1997 — главный режиссёр Павлодарского театра драмы им. А. П. Чехова, Казахстан
- 1998—2024 — режиссёр-постановщик, Камерный музыкальный театр имени Б. А. Покровского (ныне — Камерная сцена имени Б. А. Покровского Большого театра России).

### Смерть
Скоропостижно скончался 14 июня 2024 года на 62-м году жизни. Похоронен 18 июня на Николо-Архангельском кладбище.

## Работы

### Фильмография
— главная роль

| Год  |     | Название                                                  | Роль                                                   |
| ---- | --- | --------------------------------------------------------- | ------------------------------------------------------ |
| 1972 | ф   | Включите северное сияние                                  | Коля Чимбарцев ; роль озвучила М. Корабельникова       |
| 1974 | ф   | Птицы над городом                                         | Андрюша, сын Вишнякова                                 |
| 1975 | ф   | Побег из дворца                                           | Михалыч                                                |
| 1976 | ф   | Венок сонетов                                             | Артём Перегудов                                        |
| 1976 | ф   | Ты — мне, я — тебе                                        | общественный инспектор Коля Ивакин, ученик 8«б» класса |
| 1978 | ф   | Следствие ведут ЗнаТоКи. До третьего выстрела (Дело № 13) | Лёша Терентьев (Лёха-ледокол)                          |
| 1985 | кор | Дорога к морю                                             | эпизод                                                 |
| 1988 | ф   | Однажды в декабре                                         | эпизод                                                 |
| 2003 | ф   | Детектив по-русски                                        | Музыкальное оформление                                 |

### Театр
| Год | Название                                                                                  | Автор                                                      | Жанр               |
| --- | ----------------------------------------------------------------------------------------- | ---------------------------------------------------------- | ------------------ |
| 2023. | «ЛЮБОВЬ И ГОЛУБИ»                                                                         | В.Гуркин                                                   | народная комедия   |
| | «КТО ТЫ, МАРИЯ КЛИМОВА?»                                                                  | С.Гаврилов, И.Меркулов                                     | шансон-мюзикл      |
| 2022. | «ЧАЙКА»                                                                                   | А.П.Чехов                                                  | драма              |
| | «МЕТОД ГРОНХОЛЬМА»                                                                        | Ж.Гальсеран                                                | драма              |
| 2021. | «АЛЕКО»                                                                                   | С.Рахманинов                                               | опера (semi-stage) |
| | «ДУБРОВСКИЙ»                                                                              | К.Брейтбург                                                | мюзикл             |
| | «СКАЗКИ ПУШКИНА»                                                                          | А. С. Пушкин                                               | семейный           |
| | «MOZART.OPERA INSTALLATION»                                                               | V.A.Mozart                                                 | опера (semi-stage) |
| 2020. | «БЕЛЫЙ»                                                                                   | В.Трофимова                                                | драма              |
| | «НЕОБЫЧНЫЙ СЕКРЕТАРЬ»                                                                     | В.Арро                                                     | фантасмагория      |
| 2019. | «УНИЖЕННЫЕ И ОСКОРБЛЁННЫЕ» (по роману Ф. М. Достоевского)                                 | А.Журбин                                                   | мюзикл             |
| | «ЛЮБИТЕ ЛИ ВЫ ТЕАТР?» (ШУМ ЗА СЦЕНОЙ)                                                     | М.Фрейн                                                    | комедия            |
| | «НЕОБЫЧНЫЙ СЕКРЕТАРЬ»                                                                     | В.Арро                                                     | драма              |
| | «ДВЕРЬ В СМЕЖНУЮ КОМНАТУ»                                                                 | А.Эйкборн                                                  | драма              |
| | «МУЖ С ДОСТАВКОЙ НА ДОМ»                                                                  | С.Бобрик                                                   | комедия            |
| 2018. | «SORRY»                                                                                   | А.Галин                                                    | драма              |
| | «ДУБРОВСКИЙ»                                                                              | К.Брейтбург                                                | мюзикл             |
| | «СОРОЧИНСКАЯ ЯРМАРКА» (возобновление спектакля Б.Покровского,ГАБТ)                        | М.Мусоргский                                               | опера              |
| | «АЛЫЕ ПАРУСА»                                                                             | М.Дунаевский                                               | мюзикл             |
| | «ИДИОТ»                                                                                   | Ф.Достоевский                                              | драма              |
| 2017. | «ЗДРАСЬТЕ, Я ВАША ТЁТЯ!»                                                                  | Брэндон Томас                                              | комедия            |
| | «АЛЫЕ ПАРУСА»                                                                             | М.Дунаевский                                               | мюзикл             |
| | «ЗДРАВСТВУЙТЕ, Я ВАША ТЁТЯ!»                                                              | О.Фельцман                                                 | муз.комедия        |
| | «СЛОН»                                                                                    | А. Копков                                                  | драма              |
| 2016. | «ДОН ЖУАН»                                                                                | Дон Нигро                                                  | драма              |
| | «ТАК НЕ БЫВАЕТ!»                                                                          | К. Брейтбург, Е. Муравьев                                  | муз.комедия        |
| 2015. | «КРАСАВЕЦ МУЖЧИНА»                                                                        | А. Н. Островский                                           | комедия            |
| | «БЕСЫ»                                                                                    | Ф. М. Достоевский                                          | драма              |
| | «ДОБРЫЙ ЧЕЛОВЕК ИЗ СЕЗУАНА»                                                               | Б.Брехт                                                    | драма              |
| 2014. | «ДЯДЯ ВАНЯ»                                                                               | А. П. Чехов                                                | драма              |
| | «ЛАЗАРЬ, ИЛИ ТОРЖЕСТВО ВОСКРЕШЕНИЯ»                                                       | Ф.Шуберт-Э.Денисов                                         | опера              |
| 2013. | «ЖЕНИТЬБА»                                                                                | Н. В. Гоголь                                               | драма              |
| 2012. | «ШУМ ЗА СЦЕНОЙ»                                                                           | М.Фрейн                                                    | комедия            |
| | «УЖИН С ДУРАКОМ»                                                                          | Ф.Вебер                                                    | комедия            |
| 2011. | «ТРИ СЕСТРЫ»                                                                              | А. П. Чехов                                                | драма              |
| 2010. | «После Онегина»                                                                           | П. И. Чайковский / А. П. Чехов                             | опера              |
| | «МЁРТВЫЕ ДУШИ»                                                                            | М.Булгаков (по Н. В. Гоголю)                               | драма              |
| | «ЛЕКАРЬ ПОНЕВОЛЕ»                                                                         | Ж. Б. Мольер                                               | комедия            |
| 2009. | «ЮБИЛЕЙ», «МЕДВЕДЬ»                                                                       | С.Кортес (по А. П. Чехову)                                 | опера              |
| | «ДУЭНЬЯ»                                                                                  | Т.Хренников                                                | муз.комедия        |
| | «ДВОРЯНСКОЕ ГНЕЗДО», реконструкция постановки Б. А. Покровского, МГАКМТ им. Б.Покровского | Н.Ребиков (по И. С. Тургеневу)                             | опера              |
| 2008. | «ИГРОКИ»                                                                                  | Н. В. Гоголь                                               | драма              |
| | «СТРАСТИ ПО ИОАННУ»                                                                       | И. С. Бах (Кафедральный Собор Непорочного Зачатия), Москва | мистерия           |
| | «ЧИПОЛЛИНО»                                                                               | Т.Камышева                                                 | опера              |
| 2007. | «РОЖДЕСТВЕНСКАЯ МИСТЕРИЯ»                                                                 | Кафедральный Собор Непорочного Зачатия, Москва             | мистерия           |
| | «ЮНОНА И АВОСЬ»                                                                           | А.Рыбников                                                 | мистерия           |
| | «ТОТ, КТО УМЕР ЗА ТЕБЯ»                                                                   | Пасхальная мистерия                                        | мистерия           |
| 2006. | «НОРМА»                                                                                   | В.Беллини                                                  | опера              |
| | «МАСТЕР И МАРГАРИТА»                                                                      | М.Булгаков                                                 | мистерия           |
| 2005. | «ВИНДЗОРСКИЕ ПРОКАЗНИЦЫ», сопостановщик Б. А. Покровского, МГАКМТ                         | О.Николаи                                                  | опера              |
| 2004. | «ПРЕСТУПЛЕНИЕ И НАКАЗАНИЕ»                                                                | Ф.Достоевский                                              | драма              |
| 2003. | «ВИШНЕВЫЙ САД»                                                                            | А.Чехов                                                    | комедия            |
| 2002. | «ПЛАЩ», сопостановщик Б. А. Покровского, МГАКМТ                                           | Дж. Пуччини                                                | опера              |
| 2001. | «СОРРИ»                                                                                   | А.Галин                                                    | драма              |
| | «СВАДЬБА ФИГАРО», сопостановщик Б. А. Покровского, МГАКМТ                                 | В. А. Моцарт                                               | опера              |
| 1999. | «ПОХОЖДЕНИЯ ИГНАТА-БРАВОГО СОЛДАТА»                                                       | Н.Кравченко                                                | опера              |
| 1998. | «СКАЗКА О ПОПЕ И ЕГО РАБОТНИКЕ БАЛДЕ»                                                     | Н.Кравченко                                                | опера              |
| Режиссёр в постановках Б. А. Покровского: «Дон Жуан» В. А. Моцарт, «Коронация Поппеи» К.Монтеверди, «Сорочинская Ярмарка» М.Мусоргский, «Цезарь и Клеопатра» Г. Ф. Гендель, «Укрощение строптивой» В.Шебалин, «Граф Калиостро» М.Таривердиев, «Давайте создадим оперу» Б.Бриттен, «Дворянское гнездо» В.Ребиков. |                                                                                           |                                                            |                    |
| До 1998 года были поставлены: «ХОЛОПКА», Н.Стрельников; «СЕЛЬСКАЯ ЧЕСТЬ» П.Масканьи; «ПЛУТНИ СКАПЕНА» Ж. Б. Мольер; «ВАЛЬПУРГИЕВА НОЧЬ», В.Ерофеев; «ЛЮБОВЬ К ТРЁМ АПЕЛЬСИНАМ» К.Гоцци; «НЕВЕЗУНЧИК»,С.Белов; «Я СТОЮ У РЕСТОРАНА», Э.Радзинский; «БЕЛОСНЕЖКА»,Э.Колмановский; «АЛИ-Баба и 40 РАЗБОЙНИКОВ», С.Никитин; «МАРИЦА», И.Кальман; «ПРЕДЛОЖЕНИЕ» А.Чехов (ЮАР); «ЧУДЕСНЫЙ РУБЛЬ»,Н.Лесков и др. |                                                                                           |                                                            |                    |
| ИНСЦЕНИРОВКИ. «КТО ТЫ, МАРИЯ КЛИМОВА?» Либретто по мотивам пьесы Л.Бояджиевой "Мурка", по заказу Кинешемского драмтеатра им.Н.А. Островского. Премьера состоялась 24 Июня 2023. «ИДИОТ» Ф. М. Достоевский, по заказу театра драмы им. А. П. Чехова, Казахстан, Премьера состоялась в 2018г «БЕСЫ» Ф. М. Достоевский, по одноимённой пьесе А.Камю и «Исповеди Ставрогина» Ф.Достоевского, по заказу театра драмы им. А. П. Чехова, Казахстан, Премьера состоялась в 2015 г. «ПОСЛЕ ОНЕГИНА», совместно Д.Морозовым, по мотивам оперы П. И. Чайковского «Евгений Онегин» и рассказа А. П. Чехова «После театра», по заказу МГАКМТ им. Б.Покровского, Премьера состоялась в Доме-музее П. И. Чайковского в Клину в 2010 г. «МАСТЕР И МАРГАРИТА», М.Булгаков, по заказу театра драмы им. А. П. Чехова, Казахстан, Премьера состоялась в 2006 г. «ПРЕСТУПЛЕНИЕ И НАКАЗАНИЕ», Ф.Достоевский, по заказу театра драмы им. А. П. Чехова, Казахстан, Премьера состоялась в 2004 г. «Я к Вам пишу…» по письмам П. И. Чайковского и Н.Ф. фон Мекк и произведениям П. И. Чайковского, по заказу театра оперы и балета, Ижевск. Премьера состоялась в мае 1993 г. |                                                                                           |                                                            |                    |
| ВИДЕО. (на Youtube.com) https://www.youtube.com/channel/UCztqlcDU1mUZwzGr19FLJUA/videos?view=0&shelf_id=0&sort=dd |                                                                                           |                                                            |                    |

## Награды
«Венок сонетов» — приз за лучший фильм для детей и юношества на 10 ВКФ (1977, Рига).